# Palác Aténa (Bělehrad)
Palác Aténa (srbsky Палата Атина) se nachází v srbské metropoli Bělehradu, na třídě Terazije, v centru města (na arese Terazije 28), vedle paláce Anker.

## Historie
Palác byl zbudován na začátku 20. století podle návrhu Dimitrje Leka Dvoupatrová stavba s historizující fasádou a nápadnými prvky (pavlače, kopule aj.) sloužila částečně jako obytný objekt a částečně jako kanceláře. Ovlivněn byl italskou renesancí. Vlastníkem budovy a jejím investorem byl obchodník Đorđe Vučo původně z Makedonie. V přízemí se nacházely obchody a ve vyšších patrech sídlily instituce, případně byly využívány byty. Na místě paláce se nacházela původně hospoda U Dvou lvů, kterou Vučo zakoupil a nechal zbourat.
Dům je pravidelně prezentován jako ukázka bělehradské architektury počátku 20. století. V letech 1969, 1988 a 1989, 2003 a 2004 byly prováděny konzervační/restaurátorské práce.